# Empedocle Restivo
Empedocle Restivo est un juriste et homme politique italien né à Palerme le 12 novembre 1876, où il meurt le 2 octobre 1938.

## Biographie
Proche du maire défunt Pietro Bonanno, Empedocle Restivo mène la fronde interne à la majorité contre le successeur Girolamo Di Martino auquel il reproche de ne pas mener le programme voulu par Bonanno comme il s'y était engagé, poussant Di Martino à la démission.
Adjoint à l'instruction publique de la junte de Tasca Lanza, il nourrit les oppositions internes notamment sur la réforme du personnel, puis accentue la crise municipale par sa démission en juin 1907.
Lors des élections administratives de mai 1909, il rassemble les forces démocrates avec le secours financier de l'industriel Pecoraino et l'appui politique du préfet De Seta. La liste du Fascio democratico, qui inclut des conseillers municipaux sortants de la junte précédente et de primo-candidats, perd avec 31 sièges, essentiellement occupés par d'anciens conseillers, contre 45 élus du Bloc populaire porté par Ignazio Florio Jr.
Mais le maire élu, Romualdo Trigona di Sant'Elia, ne tient qu'une année, et le nouveau scrutin qui s'ouvre en janvier 1911 ne donne que 5 sièges aux radicaux de Restivo et Giuffrè qui mènent une opposition systématique au nouveau maire Girolamo Di Martino, en contestant particulièrement les mesures suivant les épidémies de choléra et de variole en 1912 et en réclamant le retour aux urnes pour l'application de la loi électorale du 30 juin 1912 qui ne s'applique qu'au scrutin national de 1913 et aux élections municipales de 1914.
Lors des élections législatives de 1913, il bat le député sortant catholique Antonino Pecoraro Lombardo par 150 voix supplémentaires. Il est candidat à son renouvellement aux législatives de 1919, mais il est battu, malgré un renforcement électoral à Palerme et le soutien du maire Salvatore Tagliavia et du président du conseil provincial Tesauro, en raison du passage au scrutin proportionnel et à l'élargissement de la circonscription.
Il est membre de la franc-maçonnerie.

## Postérité
Empedocle Restivo est le père de Franco Restivo, président de la Région sicilienne et ministre de l'Intérieur italien.
Son nom est donné à la Galerie d'art moderne de Palerme dont il est l'initiateur en 1910.